# Galder
För den norske hårdrocksgitarristen se Galder (musiker)
Galder (fornisländska galdr, besläktat med fornengelska gealdor; fornhögtyska galdar eller galstar) kallades under fornnordisk tid en trollsång som bland annat hörde till sejden, som oftast sjöngs av kvinnor. Ordet är avlett från verbet gala, vilket antyder att galdern möjligen sjöngs med hög och gäll stämma. Galen (också en avledning från gala) kallades den som fått sinnet förvrängt av en galder.
I Skírnismál tvingar Skirner Gerd att älska Frej genom en galder, och i slutet av Hávamál räknar Oden upp arton mäktiga galdrar som han känner till. I Grógaldr åkallar Svipdag sin mor Groa från de döda och ber henne sjunga några galdrar över honom som skydd inför en lång resa, och i Buslubœn (en del av Bósa saga) sjunger den gamla kvinnan Busla en galder (enligt författaren våldsamt okristlig och därför återgiven i förkortat skick) som får kung Ring av Östergötland att avstå från att avrätta hennes fosterson Bose och dennes kompanjon Herröd.
Galdralag kallades ett versmått som enligt vad namnet antyder ansågs lämpat för galdrar.
Rungaldrar var en typ av galder i form av en magisk symbol bestående av runor, som ritades antingen på en själv eller på ett föremål, beroende på vilken effekt man ville uppnå.